# 都市麗人

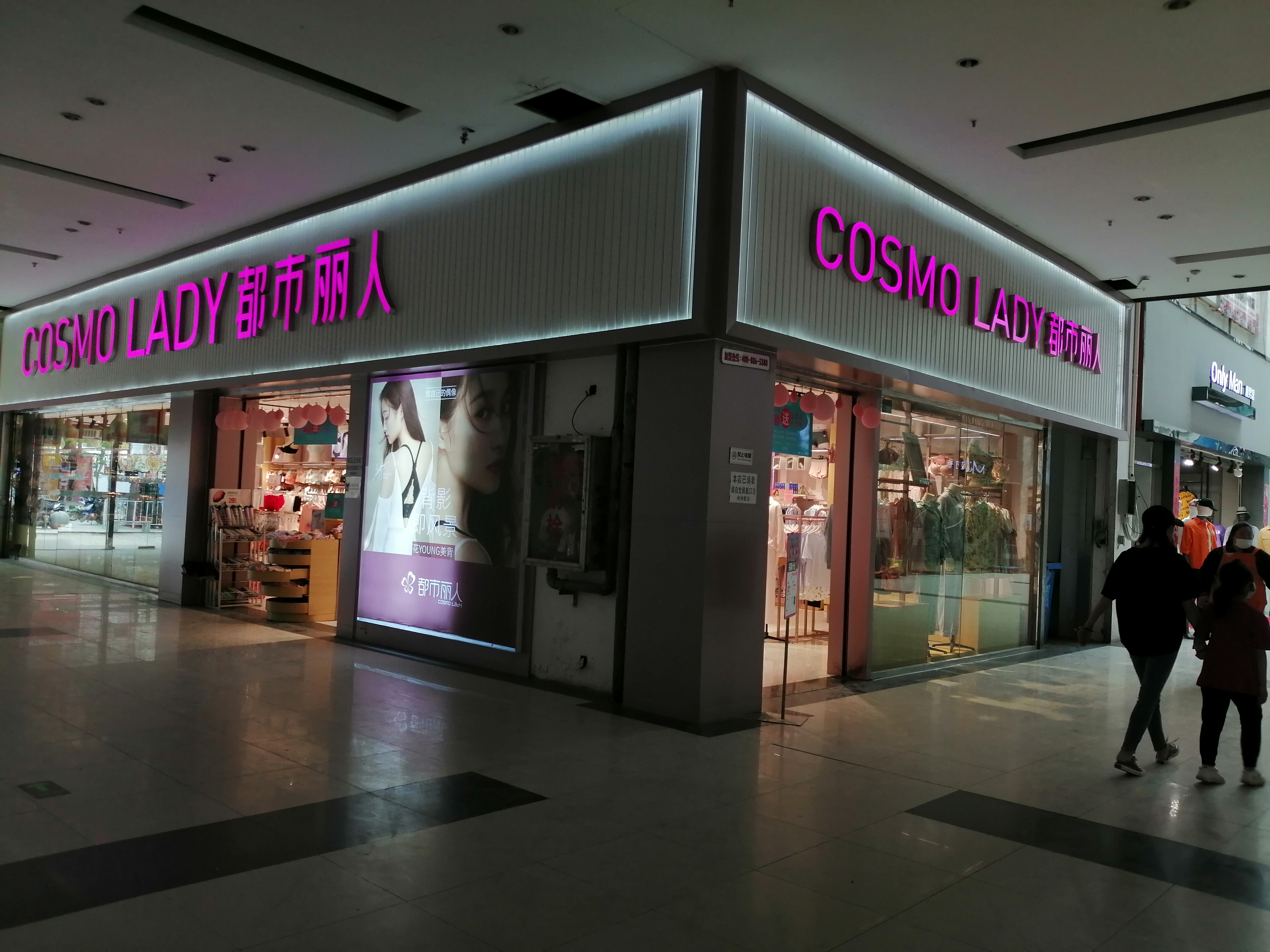
都市丽人位于江苏省苏州市的门店

都市麗人（中國）控股有限公司，簡稱都市麗人（中國）控股、都市麗人（中國），以及都市麗人（英語：Cosmo Lady (China) Holdings Company Limited，港交所：2298）是中国的一家内衣制造商，总部位于广东省东莞市。

## 概觀

### 創立
在1998年，當時還在沃爾瑪做保安警衛的鄭耀南設立自家品牌為「都市儷人」的一間內衣產品店，搭上了中國城市化粉領族的浪潮一路順利開拓。之後在2005年，鄭耀南和沙爽，當時於深圳市成立組成「深圳市都市麗人風內衣有限公司」，到了2007年，林宗宏和張盛鋒購入。
隨著2009年，鄭耀南、沙爽、林宗宏和張盛鋒，於東莞市（總部）成立「广东都市丽人实业有限公司」。而原有「深圳市都市麗人風內衣有限公司」也相繼併入。現時業務在國內經營研发、生产、仓储物流、销售、营运內衣產品，品牌為「都市· 絲語」、「都市· 繽紛派」及「都市·鋒尚為托」。而股份則在2014年6月26日於港交所主板上市，集資額為最多17.2億港元，而招股價為3.27至4.42港元之間，全球發售股份為4.06億股。

### 困境
2015年起網路購物白熱化侵蝕實體店面，全中國大陸的都市麗人門店都遇到營收下滑，公司多所改革並啟台湾林志玲作為代言，而財報股價上看2015年股價一度達到8元港幣水準，但五年後2020年股價為0.8元甚至一度更低，跌幅達90%。2019財年爆出12.98亿元人民幣虧損約一次賠光五年淨利潤，毛利率由前一年41%降至22%引發市場的誠信度質疑，公司方說明為一次性報銷了7.38亿元旧存货和免除客户拖欠金额3.27亿元是主因，但無法解釋質疑股民對於公司經營能力的低落，如此巨量服飾存貨報廢表示很長時期生產錯誤對市場判斷也錯誤。
公司方出面說明約六七年前快速的店面數量加盟扩张促使集团获得成功，一度店面數達8609家取得市场领导地位。然而各个加盟商的零售和补货能力良莠不齐埋下隱患，許多加盟者經營能力和品牌促銷能力低落，致使銷售量低，同時女性消费者对实用、功能和性价比较高的趨勢未能掌握。
其實財報顯示2016年公司销售收入下降9%當年已經發生隱患表明經營方向錯誤，净利润更是腰斩至2.4亿元，存货周转期由2015年的92天骤升至142天，同時2016年无钢圈内衣开始流行爆发這一波潮流都市麗人始終居於被動，可能是產品研發和量產能力有落差。發展直到2019年全線產品都面對巨額銷售下滑，同時卻錯誤大舉投資行銷廣告達16.31亿元人民幣然收效甚低。
| 2019都市麗人產品線 | 單年衰退幅度 |
| ------------------ | ------------ |
| 文胸               | -25.24%      |
| 內褲               | -9.02%       |
| 睡衣               | -11.35%      |
| 保暖衣             | -32.33%      |

公司表明2020年起的一系列改革措施，关晓彤替代林志玲成为公司代言人，回归专注实用、功能性產品，加大电商投入，門店風格換為新主題，聘任萧家乐为新行政总裁和一批新的高级管理人员，等諸多新改革。北京新浪財經的分析認為都市麗人當年的成功有其時代背景和開創性與達芙妮鞋店的歷程相似，較為明亮新潮的店面裝潢對比於當時很多粗糙的大陸服飾店，加上大手筆花錢找來林志玲的性感風格代言用於平價內衣商品具有獨創性，然而其沒有隨著時代做改變，新一代青年不再認為台灣是時尚的領先者，同時太過高貴的女神形象不接地氣，消費者走入店中發現多數店面狹小且自己也穿不出女神的感覺，其品牌形象漸漸負面化，而市調發現新一代網民為核心的青年群體，普遍認為都市麗人具有很多「老人的特徵」，比如不懂快時尚、熱愛蕾絲的審美、社交網路絕緣體質，等喪失話題性和領先感，與路邊攤內衣的差別越來越小致使其在青年市場大幅衰退，而中國老一輩女性與先前一樣對於性感衣物沒有追求概念，中年齡女性也不再認為港台女星象徵國際與新潮，於是在全部的客戶群都失守。

## 品牌
- 都市丽人
- 欧迪芬
- Freeday （自在时光）

## 連結
- cosmo-lady.com （页面存档备份，存于）